# Hôn nhân cùng giới ở Bermuda
Hôn nhân cùng giới không hợp pháp tại Lãnh thổ hải ngoại Bermuda của Anh từ 14 tháng 3 năm 2022. Nó lần đầu tiên trở thành hợp pháp vào ngày 5 tháng 5 năm 2017, khi Tòa án Tối cao Bermuda tuyên bố rằng các cặp cùng giới có quyền kết hôn hợp pháp trên lãnh thổ sau khi một cặp vợ chồng đệ đơn kiện Chính phủ Bermuda. Tuy nhiên, dự luật cấm kết hôn cùng giới và thiết lập quan hệ đối tác trong nước đã được Quốc hội thông qua vào tháng 12 năm 2017 và có hiệu lực vào ngày 1 tháng 6 năm 2018, mặc dù hôn nhân cùng giới được thực hiện trước ngày đó vẫn được pháp luật công nhận.
Đáp lại lệnh cấm đổi mới đối với hôn nhân cùng giới, hai thách thức pháp lý đã được đệ trình trái với luật đối tác trong nước. Vào ngày 6 tháng 6 năm 2018, Tòa án Tối cao đã bác bỏ các phần của luật đối tác trong nước cấm kết hôn cùng giới, mặc dù vẫn giữ nguyên phán quyết trong khi Chính phủ kháng cáo lên Tòa phúc thẩm. Tòa phúc thẩm giữ nguyên quyền kết hôn của các cặp cùng giới khi đưa ra phán quyết vào ngày 23 tháng 11 năm 2018. Các cặp cùng giới được tự do kết hôn trong lãnh thổ, trong khi kháng cáo lên Ủy ban Tư pháp của Hội đồng Cơ mật đang được tiến hành.

## Lịch sử
Chính phủ Bermudian lần đầu tiên tuyên bố rõ ràng vào năm 2004 rằng họ sẽ không xem xét việc công nhận kết hợp dân sự hoặc hôn nhân cùng giới. Vào tháng 5 năm 2006, Thành viên của Quốc hội, cựu Bộ trưởng Du lịch Renee Webb đã lập bảng dự luật của thành viên tư nhân để thêm xu hướng tình dục vào  Đạo luật Nhân quyền 1981 . Dự luật bị dẹp khi các thành viên của Nghị viện từ chối thảo luận. Về mặt xã hội, tình hình đủ khó đến nỗi một số cư dân đồng tính đã chọn di cư, đặc biệt là Luân Đôn ở Vương quốc Anh (nơi mà người dân vùng Bermuda và các công dân Lãnh thổ hải ngoại khác của Anh có quyền cư trú), để có thể công khai mối quan hệ cùng giới. Một người di cư như vậy lưu ý rằng các mối quan hệ đồng tính về cơ bản phải là bí mật, với các đối tác chỉ được giới thiệu là "bạn bè" và mối quan hệ giữa hai người Croatia rất khó khăn.
Vào ngày 18 tháng 6 năm 2013, người mới được bầu Thủ tướng và lãnh đạo của OBA Craig Cannonier đã loại trừ hôn nhân cùng giới ở Bermuda, nói rằng "Tôi có thể đảm bảo với bạn dưới sự lãnh đạo của tôi đây không phải là về hôn nhân cùng giới, và dưới sự lãnh đạo của tôi sẽ không xảy ra."
Một sửa đổi đối với Mục 15 của  Đạo luật nguyên nhân hôn nhân năm 1974 , đòi hỏi hôn nhân giữa nam và nữ, đã được giới thiệu cho Nghị viện vào năm 2016. Việc sửa đổi sẽ ghi đè lên  Đạo luật Nhân quyền năm 1981 quy định chống phân biệt đối xử trên cơ sở khuynh hướng tình dục và giữ ngôn ngữ nói rằng hôn nhân chỉ giới hạn ở nam và nữ. Vào ngày 8 tháng 7 năm 2016, Nhà hội đã thông qua dự luật với 20 phiếu bầu cho 10. Vào ngày 21 tháng 7 năm 2016, Thượng viện đã từ chối luật pháp, trong một cuộc bỏ phiếu 5.

### Trưng cầu dân ý (2016)
Vào ngày 11 tháng 2 năm 2016, Tổng chưởng lý Trevor Moniz tuyên bố rằng Chính phủ sẽ đưa ra một dự luật để tạo ra kết hợp dân sự cho các cặp cùng giới. Ông loại trừ việc hợp pháp hóa hôn nhân cùng giới. Vào ngày 29 tháng 2 năm 2016, Chính phủ đã tuyên bố ý định tổ chức một cuộc trưng cầu dân ý về cả hôn nhân cùng giới và các đoàn thể dân sự. On ngày 12 tháng 3 năm 2016, Premier of Bermuda Michael Dunkley announced that the referendum would take place mid-to-late June 2016. Kết quả của cuộc trưng cầu dân ý sẽ không ràng buộc và được Dunkley mô tả chỉ là một cách để có được sự rõ ràng về vấn đề này. Cử tri đã được hỏi hai câu hỏi: "Bạn có ủng hộ hôn nhân cùng giới ở Bermuda không?" và "Bạn có ủng hộ các kết hợp dân sự ở Bermuda không?" Lãnh đạo phe đối lập Marc Bean nói thêm rằng sau khi kết quả trưng cầu dân ý được công bố, Chính phủ sẽ điều chỉnh theo đó.
Cuộc trưng cầu dân ý không ràng buộc về hôn nhân cùng giới đã được tổ chức tại Bermuda vào ngày 23 tháng 6 năm 2016. Cử tri đã được hỏi hai câu hỏi; họ có ủng hộ hôn nhân cùng giới hay không và họ có ủng hộ kết hợp dân sự. Cả hai đề xuất đều bị 60 6070 cử tri từ chối, mặc dù cuộc trưng cầu dân ý không hợp lệ vì chưa đến 50% cử tri đủ điều kiện bỏ qua.

### Thủ tục tố tụng
Phán quyết tháng 11 năm 2015 từ Tòa án tối cao Bermuda cho thấy các đối tác cùng giới của cư dân Bermuda nên có quyền đối với việc làm và lợi ích như tất cả những người phối ngẫu khác ở Bermuda, không bị hạn chế về yêu cầu nhập cư. Chính phủ không cho biết họ sẽ kháng cáo quyết định này; tuy nhiên, họ đã yêu cầu thi hành bản án bị đình chỉ để đánh giá toàn bộ phạm vi của bản án đối với các luật đó ảnh hưởng đến "phá sản, bất động sản, di chúc, quy tắc kế thừa, quyền thừa kế hoặc nhận quyền thừa kế, luật bảo hiểm y tế, lương hưu và bảo hiểm xã hội ". Phán quyết có hiệu lực vào ngày 29 tháng 2 năm 2016.
Vào tháng 6 năm 2016, sau cuộc trưng cầu dân ý, hai cặp cùng giới cho biết họ sẽ nộp đơn xin giấy phép kết hôn và hy vọng phán quyết của tòa án để giải quyết vấn đề này. Vào ngày 6 tháng 7 năm 2016, một cặp đồng tính nam đã gửi thông báo về ý định kết hôn của họ với một lá thư kèm theo từ luật sư của họ yêu cầu tuyên bố sẽ được đăng trong vòng hai ngày. Bức thư tiếp tục nêu rõ trừ khi nhà đăng ký thông báo cho các bên trong khung thời gian hai ngày, các thủ tục tố tụng sẽ được bắt đầu trong Tòa án tối cao Bermuda.
Vào ngày 8 tháng 7 năm 2016, văn phòng của Tổng cục Đăng ký đã từ chối đơn đăng ký xuất bản banns cho cặp đôi đồng tính đã xin giấy phép vào đầu tuần, Điều này đã khiến luật sư của họ đệ trình một bài viết yêu cầu Tòa án Tối cao xác định xem việc từ chối có vi phạm các quy định của  Đạo luật Nhân quyền  hay không.
Vụ án được xét xử bằng quyền hành động Chánh án Charles-Etta Simmons của Tòa án Tối cao vào ngày 1 Tháng 3 năm 2017.

#### Phán quyết của tòa án tối cao (2017)
Thẩm phán Charles-Etta Simmons đưa ra phán quyết ủng hộ hôn nhân cùng giới vào ngày 5 tháng 5 năm 2017. Thẩm phán Simmons đã viết; "Trên thực tế, những người nộp đơn (Winston Godwin và vợ sắp cưới người Canada, Greg DeRoche) đã bị phân biệt đối xử dựa trên xu hướng tính dục của họ khi Nhà đăng ký từ chối xử lý thông báo về hôn nhân dự định của họ... Người nộp đơn được nhận Lệnh Mandamus buộc Nhà đăng ký phải hành động theo các yêu cầu của  Đạo luật hôn nhân 1944  và tuyên bố rằng các cặp cùng giới có quyền kết hôn theo  Đạo luật hôn nhân 1944 ."
Cuộc hôn nhân cùng giới ủng hộ  Liên minh cầu vồng  đã đưa ra tuyên bố sau phán quyết rằng "phán quyết này là một chiến thắng cho tất cả những người yêu cùng giới ở Bermuda [và] đảm bảo rằng các cặp cùng giới có thể được hưởng các biện pháp bảo vệ pháp lý giống như Vợ chồng dị tính làm gì. " Nhóm  Giữ gìn hôn nhân , phản đối hôn nhân cùng giới, tuyên bố phán quyết này là "một cuộc tấn công vào hôn nhân truyền thống [và] đối với Christian và các giá trị truyền thống dựa trên đức tin khác".
Phán quyết của Thẩm phán Simmons bao gồm một dự thảo lệnh có hiệu lực đối với bản án, mặc dù cô đã nghe từ luật sư về các điều khoản chính xác của lệnh cuối cùng trước khi có hiệu lực. Lệnh cuối cùng, bao gồm một yêu cầu về phía Chính phủ phải trả chi phí pháp lý cho người khởi kiện, đã được công bố vào ngày 22 tháng 9 năm 2017.
Vào ngày 9 tháng 5 năm 2017, Bộ trưởng Bộ Nội vụ Pat Gordon-Pamplin nói rằng Chính phủ sẽ không kháng cáo phán quyết. Tổng cục Đăng ký đã đăng tải các banns đám cưới đầu tiên cho một cặp đôi đồng tính vào ngày 17 tháng 5, và lễ kết hôn cùng giới đầu tiên ở Bermuda được tổ chức vào ngày 31 tháng 5 năm 2017.
Phán quyết được hoan nghênh bởi những người điều hành một số tàu du lịch với Bermuda - gắn cờ, trong đó các nghi lễ kết hôn được thực hiện theo luật Bermuda.
Tổ chức Bảo tồn Hôn nhân, đã can thiệp vào quá trình tố tụng, và một nhóm riêng phản đối hôn nhân cùng giới, đã tìm cách kháng cáo quyết định lên băng ghế dự bị của Tòa án Tối cao, tuy nhiên kể từ ngày 28 tháng 9 năm 2017, không cho phép kháng cáo dân oan.

### Luật đối tác trong nước 2018
Sau bầu cử tháng 7 năm 2017, kết quả là Đảng Lao động tiến bộ (PLP) trả lại đa số nghị sĩ thoải mái trong Hạ viện, nghị sĩ PLP Wayne Furbert tuyên bố ông sẽ giới thiệu lại một dự luật cấm kết hôn cùng giới với Quốc hội vào tháng 9, nói rằng ông dự kiến dự luật sẽ được thông qua. Furbert tuyên bố dự luật chỉ cần được thông qua Thượng viện nếu nó được sửa đổi; nếu nó được thông qua dưới hình thức hiện tại, nó sẽ không cần sự chấp thuận của Thượng viện trước khi được gửi đến Thống đốc cho sự đồng ý của hoàng gia. Chính phủ tuyên bố rằng nếu dự luật của thành viên tư nhân của Furbert được thông qua Nghị viện, họ sẽ soạn thảo một dự luật cho phép các cặp vợ chồng cùng giới bằng với các cặp vợ chồng dị tính không kết hôn; giống như liên minh dân sự. Sau thông báo của Furbert, một số chuyên gia nghi ngờ về khả năng của dự luật nhằm tránh sự giám sát của Thượng viện, đặc biệt nếu nó được sửa đổi để sắp xếp cho các cuộc hôn nhân cùng giới hiện có.
Vào ngày 2 tháng 11 năm 2017, Chính phủ mới được bầu đã đưa ra một dự luật thay thế hôn nhân cùng giới bằng đối tác trong nước. Hai tuần tham vấn cộng đồng về dự luật đã được tổ chức ở nhiều địa điểm khác nhau. Dự luật bị chỉ trích mạnh mẽ bởi các nhóm nhân quyền, Ủy ban Nhân quyền và Liên minh Cầu vồng Bermuda, người gọi đó là "sự bối rối" và "đáng thất vọng". Luật pháp sẽ cung cấp cho các đối tác trong nước nhiều quyền giống như các cặp vợ chồng, đặc biệt là trong các lĩnh vực như lương hưu, thừa kế, chăm sóc sức khỏe, thuế và nhập cư. Dự luật đã được tranh luận trong Nhà hội và được thông qua bằng một cuộc bỏ phiếu 24-10 vào ngày 8 tháng 12 năm 2017. Sau đó, nó đã vượt qua Thượng viện bằng cuộc bỏ phiếu 8-3 vào ngày 13 tháng 12 năm 2017. Việc cung cấp sự đồng ý của hoàng gia, thường là một hình thức, đã được tranh luận trong Nghị viện của Vương quốc Anh và chủ đề của một bản đánh giá dài của Chính phủ Anh và Thống đốc Bermuda. Bộ trưởng Ngoại giao Boris Johnson đã nhận được các cuộc gọi từ chối phê duyệt dự luật, vì các thống đốc lãnh thổ có thể từ chối chấp nhận một số dự luật nhất định nhưng yêu cầu sự chấp thuận của Văn phòng nước ngoài và Khối thịnh vượng chung để làm như vậy. Cuối cùng, vào ngày 7 tháng 2 năm 2018, Thống đốc đã cung cấp sự đồng ý cho dự luật, cho phép luật có hiệu lực vào một ngày được bổ nhiệm bởi Bộ trưởng Bộ Nội vụ. Một số chính trị gia quốc tế và các tổ chức nhân quyền chỉ trích sự thay đổi và lập luận rằng hành động này cuối cùng sẽ gây thiệt hại cho ngành du lịch của hòn đảo. Hôn nhân cùng giới được thực hiện trước khi luật bắt đầu sẽ vẫn được công nhận theo luật mới.
Cơ quan Du lịch của vùng Bermuda đã bày tỏ lo ngại và lo ngại rằng Bermuda sẽ gặp phải sự sụp đổ về kinh tế nếu luật có hiệu lực.
Sự hủy bỏ hôn nhân cùng giới của Bermuda đã nhận được sự phủ sóng truyền thông quốc tế đáng kể và đáng kể. The Guardian  và  The New York Times  báo cáo rằng "Bermuda đã trở thành quốc gia đầu tiên hủy bỏ hôn nhân cùng giới". Sự bãi bỏ đã được đáp ứng với lời kêu gọi tẩy chay. #BoycottBermuda nhanh chóng bắt đầu xu hướng trên Twitter và các phương tiện truyền thông xã hội khác.
Đáp lại, các nhóm LGBT đề xuất thách thức luật mới tại tòa án, vì nó "xóa bỏ một quyền cơ bản của con người". Luật sư Mark Pettingill, người đã tranh luận thành công trước Tòa án Tối cao rằng hôn nhân cùng giới là quyền của con người vào năm 2017, nói rằng bất kỳ hành động pháp lý nào khác sẽ cần phải được xét xử tại các tòa án cao hơn, cụ thể là tòa án châu Âu.
Vào ngày 28 tháng 2 năm 2018, Bộ trưởng Bộ Nội vụ Walton Brown đã thông báo rằng  Đạo luật đối tác trong nước 2018  sẽ có hiệu lực vào ngày 1 tháng 6 năm 2018. Các cặp cùng giới muốn kết hôn trước ngày đó đã phải xin giấy phép kết hôn trước ngày 12 tháng 5. Thông báo khởi công được ban hành vào ngày 9 tháng 4 năm 2018.

#### Những thách thức pháp lý
Một thách thức chống lại luật pháp đã được đệ trình lên Tòa án Tối cao vào ngày 16 tháng 2 năm 2018. Một vụ kiện thứ hai chống lại luật pháp đã được công bố vào ngày 3 tháng 4 năm 2018. Phiên xét xử đã được tổ chức vào ngày 21 và 22 tháng 5 năm 2018 trước Chánh án tòa án.
Tòa án phán quyết về vấn đề này vào ngày 6 tháng 6 năm 2018. Tòa án đã thu hồi các phần của luật ngăn cản các cặp cùng giới kết hôn và cho rằng "duy trì hoặc khôi phục định nghĩa về hôn nhân gây bất lợi cho những người tin vào hôn nhân cùng giới bị phân biệt đối xử chống lại họ với lý do tín ngưỡng của họ trái với mục 12 của Hiến pháp Bermuda". Tòa án đã đồng ý đơn của Tổng chưởng lý ở lại phán quyết trong sáu tuần, để cho phép Chính phủ xem xét kháng cáo. Vào ngày 5 tháng 7, Bộ trưởng Bộ Nội vụ xác nhận rằng một đơn kháng cáo đã được đệ trình lên Tòa án phúc thẩm. Tòa án đã nghe những tranh luận bằng miệng vào ngày 7, 8 và 9 tháng 11 năm 2018. Vào ngày 23 tháng 11, tòa án giữ nguyên phán quyết của Tòa án Tối cao và từ chối giữ nguyên phán quyết. Vào ngày 13 tháng 12 năm 2018, Bộ trưởng Bộ Nội vụ, Walter Roban, đã tuyên bố rằng Chính phủ đã nộp đơn lên Tòa án phúc thẩm để xin phép kháng cáo lên Ủy ban Tư pháp của Hội đồng Cơ mật.
Một ước tính tháng 3 năm 2019 cho thấy các vụ kiện của tòa án xung quanh hôn nhân cùng giới có giá từ 120.000 đến 150.000 U.S. USD.

### Số liệu thống kê
Từ tháng 5 năm 2017 đến tháng 2 năm 2018, mười cặp cùng giới đã kết hôn trên đảo. Tính đến ngày 25 tháng 1, cũng đã có bốn đám cưới cùng giới trên những con tàu được đăng ký của Bermuda.
Ngoài ra, nhiều nghi lễ kết hôn cùng giới đã được lên kế hoạch vào tháng 1 năm 2018 khi các tuyến hành trình lớn sẽ bắt đầu thực hiện tại các cuộc hôn nhân cùng giới, mặc dù tất cả những cuộc hôn nhân đã bị hủy bỏ.